# Yūdachi (1937)
El Yūdachi (夕立 tormenta de verano?) fue un destructor de la Clase Shiratsuyu. Sirvió en la Armada Imperial Japonesa durante la Segunda Guerra Mundial.

## Historia
En la noche del 12 al 13 de noviembre de 1942, en la primera batalla naval de Guadalcanal, el Yūdachi escoltó a la fuerza de bombardeo del contraalmirante Abe Hiroaki. Siendo la nave de vanguardia de la escuadra japonesa al principio de la batalla, el Yūdachi tuvo que desviarse para evitar a las naves estadounidenses, se involucró en una caótico combate nocturno tras lo cual torpedeó al crucero pesado USS Portland dejándolo navegando en círculos. Después de ser dañado e inmovilizado por el fuego de un destructor americano al que confundió con uno amigo, tuvo 26 bajas y 207 supervivientes incluido su comandante, el capitán Kiyoshi Kikkawa los cuales fueron rescatados por el Samidare, que no pudo echar a pique al Yūdachi pese a lanzarle un torpedo. El casco abandonado fue hundido por fuego del USS Portland, volando su popa y haciendo estallar las cargas al sureste de la isla de Savo en la posición (09°14′S 159°52′E / -9.233, 159.867).

### Pecio
Los restos del Yudachi descubiertos en 1992 por el explorador Robert Ballard forman parte del llamado Iron Bottom Sound frente a la Isla de Savo, está en estado de avanzado deterioro y achaflanamiento, sus restos son apenas reconocibles. 

## Oficiales al mando
- Oficial de equipamiento: Capitán de Corbeta Giichiro Nakahara - del 15 de julio de 1935 al 1 de noviembre de 1936
- Capitán de Corbeta Giichiro Nakahara - del 1 de noviembre de 1936 al 1 de diciembre de 1937
- Capitán de Corbeta Shuichi Yukawa - del 1 de diciembre de 1937 al 1 de agosto de 1938
- Capitán de Corbeta Michio Oka - del 1 de agosto de 1938 al 15 de noviembre de 1939
- Capitán de Corbeta Terumichi Arimoto - del 15 de noviembre de 1939 al 10 de abril de 1941
- Capitán de Corbeta Hisashi Ishii - del 10 de abril de 1941 al 25 de mayo de 1942
- Capitán de Fragata Kiyoshi Kikkawa - del 25 de mayo de 1942 al 13 de noviembre de 1942